# Исторически чёрные высшие учебные заведения
Истори́чески чёрные вы́сшие уче́бные заведе́ния (англ. Historically Black Colleges and Universities, HBCUs) — особая категория вузов на территории США, созданных специально для обучения негритянского (афроамериканского) населения. Необходимость в создании подобного рода заведений в стране возникла в связи с отменой рабства к 1865 году по окончании Гражданской войны. Так как темнокожее население получило свободу, основная масса подобного населения пополнила рынок дешёвой и неквалифицированной рабочей силы. Для развития промышленности США и получения страной первенства в мировой экономике XIX века необходимо было срочно начать подготовку как минимум полуквалифицированных кадров.
Другим фактором, повлиявшим на создание подобных вузов для чернокожих, было нежелание белого населения контактировать с чёрным, выражавшееся в массовом расизме и сегрегации.

## Возникновение
Темнокожее население США до 1862 года не имело возможности получить даже базовое образование. По окончании гражданской войны в Америке исчезло рабовладение, что в дальнейшем обусловило приток новой рабочей силы в различные сферы хозяйствования, в том числе, и сельское хозяйство. Сельскохозяйственный сектор стал наиболее привлекательным для ранее угнетённого населения, так как преимущественное большинство рабов занималось сельскохозяйственной деятельностью в неволе.
Инициированный президентом США А. Линкольном, в 1863 году, закон об отмене рабства получил «новое дыхание» в виде Второго Акта Дж. Морила. Суть этого закона заключалась в том, что национальным меньшинствам создавались равные возможности в разных социально-экономических сферах, в том числе, и образовании. На его основе создавались специальные учебные заведения для разных национальностей, населявших территорию США.
Первым исторически чёрным университетом в 1837 году стал Университет Чейни в Пенсильвании. За ним последовали и другие учреждения, в том числе Алкорн в штате Миссисипи (первый, получивший землю от правительства штата в 1871 году), тогда просто колледж, а ныне Университет штата имени Алкорна, и другие. Качество преподавания в негритянских колледжах было (и в некоторой степени остаётся) довольно низким, по сравнению с традиционными белыми вузами страны. В них сохраняются и развиваются африканские традиции братства и сестринства, народные негритянские песни, пляски, музыка, спорт и т.д.
В 1939 году Министерство сельского хозяйства США потерпело существенную критику от правительства из-за расовой дискриминации, угнетения рабочего населения (формально законы уже вступили в силу, а отношения к рабочим как к рабам остались ещё с прежних времён). Благодаря такому прессингу со стороны правительства расовая дискриминация в США существенно снизилась. Уже к середине XX века в США действовало множество аграрных колледжей для афроамериканцев в 17 штатах.
В 1954 году колледжи для афроамериканцев, получившие участки земли от правительства, вошли в Американскую Ассоциацию колледжей, получивших участки земли от правительства (AALGCSU), что означало их полноценное, официальное признание. Теперь афроамериканские рабочие, получившие образование в таких колледжах, могли составлять конкуренцию любому гражданину Америки. Таким образом, расовое неравенство в системе рабочего образования США было уничтожено.

## Современная ситуация
Многое изменилось в жизни исторически чёрных вузов со времён борьбы негритянского населения за свои права в 1960-х годах. Сегодня среди студентов этой категории вузов афроамериканцы составляют в среднем не более 60 %, а в некоторых и того меньше. Преподавательский состав претерпел ещё большие изменения: чёрных преподавателей в этих вузах едва ли половина.

## Проблемы
Исторически чёрные университеты получают солидную поддержку от государства на решение целого ряда проблем, затрагивающих афроамериканцев США в целом. В негритянских университетах наибольшей проблемой являются наркоторговля и высокий уровень употребления наркотиков (особенно марихуаны), а также незащищённый секс. Между тем, различия в уровне и качестве образования между негритянскими и прочими университетами страны постепенно выравниваются по мере роста процессов слияния в американском обществе.

## Список исторически чёрных университетов США
- Говардский университет
- Университет штата Алабама
- Университет округа Колумбия
- Университет штата Миссисипи имени Алкорна
- Университет штата Теннесси
- Джексонский университет в городе Джексон (Миссисипи)